# Graphidipus flavirivulata
Graphidipus flavirivulata är en fjärilsart som beskrevs av Louis Beethoven Prout 1926. Graphidipus flavirivulata ingår i släktet Graphidipus och familjen mätare. Inga underarter finns listade i Catalogue of Life.